# Dendrophthora buxifolia
Dendrophthora buxifolia är en sandelträdsväxtart som först beskrevs av Jean-Baptiste de Lamarck, och fick sitt nu gällande namn av August Wilhelm Eichler. Dendrophthora buxifolia ingår i släktet Dendrophthora och familjen sandelträdsväxter. Inga underarter finns listade i Catalogue of Life.